# Keressaare
Keressaare es una aldea del municipio de Peipsiääre, situado en el condado de Tartu, Estonia. Según el censo de 2021, tiene una población de 18 habitantes.